# Kalitengah (Mranggen)
Kalitengah is een bestuurslaag in het regentschap Demak van de provincie Midden-Java, Indonesië. Kalitengah telt 4363 inwoners (volkstelling 2010).